# Łukasz Skąpski
Łukasz Skąpski (ur. 1958 w Katowicach) – polski artysta multimedialny, pedagog, profesor belwederski.
W latach 1977–1982 studiował na Wydziale Malarstwa Akademii Sztuk Pięknych w Krakowie. Współzałożyciel istniejącej od 2001 roku Supergrupy Azorro. Od 2002 do 2009 wykłada na Wydziale Form Przemysłowych ASP w Krakowie. W 2006 roku obronił doktorat w specjalności fotografii na Wydziale Komunikacji Multimedialnej ASP w Poznaniu. W latach 2009 - 2011 jest wykładowcą w PJWSTK w Bytomiu.Mieszka i pracuje w Szczecinie i Krakowie. Od 2010 do 2011 prowadzi Pracownię Multimediów w Akademii Sztuki w Szczecinie, gdzie przez kolejny rok prowadzi pracownię Intermediów. W 2012 habilituje się na Wydziale Rzeźby w Uniwersytecie Artystycznym w Poznaniu i tworzy Katedrę Fotografii i Filmu Eksperymentalnego na Wydziale Malarstwa i Nowych Mediów AS, której jest kierownikiem. W 2015 przekształca ją w Katedrę Fotografii, której jest kierownikiem do 2018 roku i w której prowadzi pracownię Fotografii i Strategii Artystycznych. Dnia 16 lutego 2022 roku uzyskał tytuł profesora w dyscyplinie sztuki plastyczne i konserwacja dzieł sztuki. 

## Prace w kolekcjach
- Muzeum Narodowe, Kraków;
- Muzeum Narodowe, Warszawa;
- MoCAK Museum of Contemporary Art Kraków;
- Fundacja Znaki Czasu, Kraków;
- Zachęta Galeria Narodowa, Warszawa;
- Muzeum Śląskie, Katowice;
- Museum of Photography, Kraków;
- Galeria Arsenał, Białystok;
- Galeria Studio, Warszawa;
- Muzeum Górnośląskie, Katowice;
- Galeria Kronika. Bytom;
- Wyspa Instytut Sztuki, Gdańsk;
- Białystok Zacheta Kolekcja sztuki współczesnej, Białystok;
- Zachęta, Kolekcja sztuki współczesnej, Łódź;
- Zachęta, Kolekcja sztuki współczesnej, Zielona Góra;
- Galeria Arsenał, Białystok;
- Zachęta Kolekcja sztuki współczesnej, Szczecin;
- Centrum Sztuki Współczesnej, Toruń;
- Muzeum Sztuki w Łodzi,
- Lemaitre Collection, Londyn, UK;
- Kolekcja Mileny Bujnowskiej, PL;
- Muzeum Narodowe, Szczecin;
- Kontakt Collection, Wien;
- Kolekcje prywatne.